# 管寶麗魚
管寶麗魚，為輻鰭魚綱鱸形目隆頭魚亞目慈鯛科的其中一種，分布於南美洲巴西Trombetas河流域，體長可達11.6公分，棲息在水流快速的急流，屬雜食性，以昆蟲、有機碎屑及植物等為食。